# Mirosternus frigidus
Mirosternus frigidus är en skalbaggsart som beskrevs av Perkins 1910. Mirosternus frigidus ingår i släktet Mirosternus och familjen trägnagare. Inga underarter finns listade i Catalogue of Life.